# Fußball-Brandenburgliga 2011/12
Die Brandenburgliga 2011/12 war die 22. Spielzeit und die vierte als sechsthöchste Spielklasse im Fußball der Männer. Sie begann am 12. August 2011 mit dem Spiel SG Blau-Gelb Laubsdorf gegen den SV Falkensee-Finkenkrug und endete am 16. Juni 2012 mit dem 30. Spieltag. 
Der SG Blau-Gelb Laubsdorf wurde in dieser Saison zum ersten Mal Landesmeister in Brandenburg und stieg damit in die Fußball-Oberliga Nordost auf. Der RSV Waltersdorf 1909 errang, mit 3 Punkten Rückstand, die Vizemeisterschaft. Zur Winterpause führte RSV Waltersdorf 1909 nach der Hinrunde die Tabelle der Brandenburgliga an und errang damit den inoffiziellen Titel des Herbstmeisters. 
Als Absteiger stand nach dem 30. Spieltag der SV Grün-Weiß Lübben fest und musste in die Landesliga absteigen.

## Teilnehmer
An der Spielzeit 2011/12 nahmen insgesamt 16 Vereine teil.
| ▼Absteiger aus der Oberliga Nordost 2010/11 |
| ------------------------------------------- |
| Ludwigsfelder FC                            |

| Mannschaften aus der Brandenburgliga 2010/11 | Mannschaften aus der Brandenburgliga 2010/11 | Mannschaften aus der Brandenburgliga 2010/11 |
| -------------------------------------------- | -------------------------------------------- | -------------------------------------------- |
| FC Strausberg                                | Breesener SV Guben Nord                      | SG Blau-Gelb Laubsdorf                       |
| Märkischer SV 1919 Neuruppin                 | Frankfurter FC Viktoria 91                   | FC Stahl Brandenburg                         |
| TuS 1896 Sachsenhausen                       | SV Victoria Seelow                           | FV Preussen Eberswalde                       |
| SV Babelsberg 03 II                          | SV Grün-Weiß Lübben                          | SV Falkensee-Finkenkrug                      |
| Eisenhüttenstädter FC Stahl                  |                                              |                                              |

| ▲Aufsteiger aus der Landesliga 2010/11 | ▲Aufsteiger aus der Landesliga 2010/11 |
| -------------------------------------- | -------------------------------------- |
| Werderaner FC Viktoria 1920            | RSV Waltersdorf 1909                   |

## Abschlusstabelle
| Pl. | Verein                          | Sp. | S  | U | N  | Tore    | Diff. | Punkte |
| --- | ------------------------------- | --- | -- | - | -- | ------- | ----- | ------ |
| 1.  | SG Blau-Gelb Laubsdorf          | 30  | 20 | 4 | 6  | 057:330 | +24   | 64     |
| 2.  | RSV Waltersdorf 1909 (N)        | 30  | 19 | 4 | 7  | 075:290 | +46   | 61     |
| 3.  | FC Strausberg                   | 30  | 19 | 3 | 8  | 089:430 | +46   | 60     |
| 4.  | Märkischer SV 1919 Neuruppin    | 30  | 17 | 6 | 7  | 053:320 | +21   | 57     |
| 5.  | FV Preussen Eberswalde          | 30  | 13 | 9 | 8  | 047:370 | +10   | 48     |
| 6.  | Breesener SV Guben Nord         | 30  | 13 | 5 | 12 | 041:440 | −3    | 44     |
| 7.  | Eisenhüttenstädter FC Stahl     | 30  | 11 | 5 | 14 | 047:530 | −6    | 38     |
| 8.  | Frankfurter FC Viktoria 91      | 30  | 9  | 8 | 13 | 044:500 | −6    | 35     |
| 9.  | TuS 1896 Sachsenhausen          | 30  | 9  | 8 | 13 | 043:500 | −7    | 35     |
| 10. | Ludwigsfelder FC (A)            | 30  | 9  | 8 | 13 | 041:560 | −15   | 35     |
| 11. | SV Victoria Seelow              | 30  | 8  | 9 | 13 | 046:590 | −13   | 33     |
| 12. | SV Babelsberg 03 II             | 30  | 8  | 9 | 13 | 030:460 | −16   | 33     |
| 13. | SV Falkensee-Finkenkrug         | 30  | 8  | 8 | 14 | 028:420 | −14   | 32     |
| 14. | Werderaner FC Viktoria 1920 (N) | 30  | 8  | 8 | 14 | 049:640 | −15   | 32     |
| 15. | FC Stahl Brandenburg            | 30  | 8  | 7 | 15 | 034:490 | −15   | 31     |
| 16. | SV Grün-Weiß Lübben             | 30  | 6  | 9 | 15 | 041:780 | −37   | 27     |

| (A) | Absteiger aus der Oberliga Nordost 2010/11 |
| (N) | Aufsteiger aus der Landesliga 2010/11      |

## Kreuztabelle
Die Kreuztabelle stellt die Ergebnisse aller Spiele dieser Saison dar. Die Heimmannschaft ist in der linken Spalte, die Gastmannschaft in der oberen Zeile aufgelistet.
| 2011/12                      | SG Blau Gelb Laubsdorf | RSV Waltersdorf 1909 | FC Strausberg | Märkischer SV 1919 Neuruppin | FV Preussen Eberswalde | Breesener SV Guben Nord | Eisenhüttenstädter FC Stahl | Frankfurter FC Viktoria 91 | TuS 1896 Sachsenhausen | Ludwigsfelder FC | SV Victoria Seelow | SV Babelsberg 03 II | SV Falkensee-Finkenkrug | Werderaner FC Viktoria | FC Stahl Brandenburg | SV Grün-Weiß Lübben |
| ---------------------------- | ---------------------- | -------------------- | ------------- | ---------------------------- | ---------------------- | ----------------------- | --------------------------- | -------------------------- | ---------------------- | ---------------- | ------------------ | ------------------- | ----------------------- | ---------------------- | -------------------- | ------------------- |
| SG Blau-Gelb Laubsdorf       |                        | 2:1                  | 4:1           | 2:1                          | 2:0                    | 1:3                     | 4:0                         | 1:0                        | 2:0                    | 1:2              | 2:1                | 2:0                 | 3:1                     | 1:0                    | 2:1                  | 3:2                 |
| RSV Waltersdorf 1909         | 4:0                    |                      | 2:0           | 2:2                          | 2:1                    | 5:0                     | 3:2                         | 2:2                        | 4:0                    | 3:1              | 4:0                | 5:0                 | 5:0                     | 2:0                    | 0:0                  | 2:0                 |
| FC Strausberg                | 1:4                    | 3:0                  |               | 2:0                          | 6:1                    | 4:0                     | 2:0                         | 3:2                        | 4:1                    | 6:1              | 7:1                | 0:1                 | 7:2                     | 3:0                    | 3:1                  | 11:1                |
| Märkischer SV 1919 Neuruppin | 0:0                    | 3:1                  | 3:1           |                              | 1:3                    | 2:0                     | 3:1                         | 2:3                        | 1:1                    | 3:1              | 3:1                | 1:0                 | 3:1                     | 2:1                    | 1:2                  | 5:0                 |
| FV Preussen Eberswalde       | 2:1                    | 2:1                  | 0:3           | 0:0                          |                        | 4:0                     | 1:0                         | 2:2                        | 0:0                    | 5:1              | 1:1                | 1:0                 | 3:0                     | 3:0                    | 2:4                  | 1:1                 |
| Breesener SV Guben Nord      | 0:3                    | 2:1                  | 1:3           | 1:0                          | 2:1                    |                         | 2:1                         | 2:1                        | 1:1                    | 1:2              | 1:2                | 3:0                 | 1:0                     | 1:2                    | 3:1                  | 6:0                 |
| Eisenhüttenstädter FC Stahl  | 0:2                    | 0:3                  | 2:2           | 1:2                          | 0:4                    | 0:3                     |                             | 1:2                        | 5:1                    | 4:1              | 3:2                | 0:0                 | 2:0                     | 2:1                    | 4:2                  | 1:1                 |
| Frankfurter FC Viktoria 91   | 0:3                    | 0:3                  | 1:0           | 0:3                          | 1:2                    | 0:2                     | 1:1                         |                            | 4:1                    | 6:1              | 2:2                | 0:0                 | 1:0                     | 1:1                    | 4:1                  | 4:1                 |
| TuS 1896 Sachsenhausen       | 4:1                    | 1:1                  | 0:2           | 2:3                          | 2:2                    | 1:3                     | 0:1                         | 2:1                        |                        | 2:2              | 2:1                | 1:1                 | 3:1                     | 3:0                    | 2:0                  | 0:3                 |
| Ludwigsfelder FC             | 0:1                    | 2:0                  | 3:3           | 0:1                          | 1:0                    | 1:0                     | 5:1                         | 3:1                        | 1:2                    |                  | 2:1                | 0:2                 | 1:2                     | 2:3                    | 1:2                  | 1:1                 |
| SV Victoria Seelow           | 1:1                    | 3:1                  | 3:2           | 1:2                          | 1:1                    | 0:0                     | 0:2                         | 3:1                        | 1:0                    | 1:2              |                    | 0:0                 | 0:2                     | 3:3                    | 2:0                  | 7:1                 |
| SV Babelsberg 03 II          | 2:2                    | 0:6                  | 2:3           | 3:1                          | 1:0                    | 1:1                     | 0:1                         | 0:0                        | 2:0                    | 0:0              | 4:1                |                     | 1:0                     | 2:3                    | 1:2                  | 1:3                 |
| SV Falkensee-Finkenkrug      | 1:1                    | 0:1                  | 2:0           | 0:0                          | 0:0                    | 0:0                     | 0:0                         | 4:1                        | 1:0                    | 2:2              | 0:2                | 3:1                 |                         | 1:1                    | 2:1                  | 2:0                 |
| Werderaner FC Viktoria 1920  | 2:3                    | 2:4                  | 2:3           | 0:2                          | 3:5                    | 1:1                     | 2:5                         | 2:0                        | 1:6                    | 1:1              | 6:1                | 2:0                 | 1:1                     |                        | 1:0                  | 4:2                 |
| FC Stahl Brandenburg         | 2:1                    | 0:4                  | 0:1           | 1:1                          | 0:1                    | 3:1                     | 0:4                         | 0:1                        | 1:1                    | 0:0              | 2:2                | 4:0                 | 1:0                     | 2:2                    |                      | 1:1                 |
| SV Grün-Weiß Lübben          | 1:2                    | 1:3                  | 3:3           | 1:2                          | 0:1                    | 3:0                     | 4:3                         | 2:2                        | 0:4                    | 1:1              | 2:2                | 1:4                 | 2:0                     | 2:2                    | 1:0                  |                     |

## Statistiken

### Torschützenliste
| Pl. | Spieler           | Mannschaft             | Tore |
| --- | ----------------- | ---------------------- | ---- |
| 1.  | Tom Hagel         | FC Strausberg          | 29   |
| 2.  | Dennis Kutrieb    | RSV Waltersdorf 1909   | 23   |
| 3.  | Ringo Kretzschmar | FC Strausberg          | 16   |
| 3.  | Kim Schwager      | Ludwigsfelder FC       | 16   |
| 5.  | Sven Kubis        | SG Blau-Gelb Laubsdorf | 15   |

### Zuschauertabelle
| Pl.    | Verein | Verein                       | Spiele | Zuschauer | ø pro Spiel |
| ------ | ------ | ---------------------------- | ------ | --------- | ----------- |
| 01.    |        | TuS 1896 Sachsenhausen       | 15     | 3.815     | 254         |
| 02.    |        | RSV Waltersdorf 1909         | 15     | 3.751     | 250         |
| 03.    |        | SV Victoria Seelow           | 15     | 3.468     | 231         |
| 04.    |        | FC Stahl Brandenburg         | 15     | 3.215     | 214         |
| 05.    |        | Breesener SV Guben Nord      | 15     | 2.846     | 190         |
| 06.    |        | Märkischer SV 1919 Neuruppin | 15     | 2.719     | 181         |
| 07.    |        | Eisenhüttenstädter FC Stahl  | 15     | 2.635     | 176         |
| 08.    |        | SG Blau Gelb Laubsdorf       | 15     | 2.450     | 163         |
| 09.    |        | FV Preussen Eberswalde       | 15     | 2.096     | 140         |
| 10.    |        | Werderaner FC Viktoria 1920  | 15     | 2.093     | 139         |
| 11.    |        | Ludwigsfelder FC             | 15     | 1.988     | 132         |
| 12.    |        | SV Falkensee-Finkenkrug      | 15     | 1.869     | 125         |
| 13.    |        | FC Strausberg                | 15     | 1.824     | 122         |
| 14.    |        | SV Grün-Weiß Lübben          | 15     | 1.808     | 120         |
| 15.    |        | Frankfurter FC Viktoria 91   | 15     | 1.555     | 104         |
| 16.    |        | SV Babelsberg 03 II          | 15     | 1.347     | 90          |
| Gesamt | Gesamt | Gesamt                       | Gesamt | 39.598    | 165         |